# Lacinipolia cinnabarina
Lacinipolia cinnabarina là một loài bướm đêm trong họ Noctuidae.